# Vlag van Oosternijkerk

Vlag van Oosternijkerk

De vlag van Oosternijkerk is de dorpsvlag van het Nederlandse dorp Oosternijkerk, in de Friese gemeente Noardeast-Fryslân. De vlag werd in 1988 geregistreerd.
De dorpsvlaggen van 28 dorpen in Dongeradeel werden op 28 januari 1988 goedgekeurd door de gemeenteraad van de vroegere gemeente Dongeradeel.

## Beschrijving
De beschrijving van de vlag is als volgt:
Vluchtschuin gedeeld van rood en blauw; op het midden een witte springende windhond van drie vierde vlaghoogte.
De kleuren zijn afkomstig van het dorpswapen.

## Symboliek
- Tweedeling: verwijst naar de ligging van het dorp bij de voormalige grens van Westdongeradeel met Oostdongeradeel.[4]

Windhond: ontleend aan het wapen van het geslacht Sjoorda dat een stins bij het dorp bewoonde.
- Kleurstelling: ontleend aan de wapens van Oostergo en Dongeradeel.[4]